# Sebastián Haro
Sebastián Haro (Dílar, 1º settembre 1964) è un attore spagnolo, noto per aver interpretato il ruolo di Francisco Villanueva nella soap Un altro domani (Dos vidas).

## Biografia
Sebastián Haro è nato il 1º settembre 1964 a Dílar, in provincia di Granada (Spagna). Nel dicembre 1966 si è trasferito con la sua famiglia nella regione di Vilches (Jaén), dove è cresciuto in un ambiente rurale.

## Carriera
All'età di quattordici anni ha iniziato a studiare elettronica a Úbeda, dove ha anche iniziato anche a muovere i primi passi sul palco. Nel 1983 dopo aver terminato gli studi, si è trasferito a Siviglia per iniziare a studiare recitazione presso l'Instituto del Teatro, dove studia fino al 1987. Da allora ha alternato il suo lavoro in teatro, cinema e televisione con quello di professore di teatro e interpretazione cinematografica. Nel 2012 ha creato il Laboratorio di interpretazione di Siviglia, che insegna corsi di interpretazione teatrale e cinematografica. Nel 2021 è stato nominato direttore della Scuola di Teatro dell'Università Internazionale dell'Andalusia (UNÍA) a Baeza (Jaén).

## Filmografia

### Cinema
- Solas, regia di Benito Zambrano (1999)
- Poniente, regia di Chus Gutiérrez (2002)
- Al sur de Granada, regia di Fernando Colomo (2003)
- Una pasión singular, regia di Antonio Gonzalo (2003)
- Quince días contigo (2004)
- Playa del futuro, regia di Peter Lichtefeld (2005)
- Obaba, regia di Montxo Armendáriz (2005)
- 15 días contigo, regia di Jesús Ponce (2005)
- Cándida, regia di Guillermo Fesser (2006)
- El laberinto del fauno, regia di Guillermo del Toro (2006)
- Salir pitando, regia di Álvaro Fernández Armero (2007)
- Siete mesas de billar francés, regia di Gracia Querejeta (2007)
- Déjate caer, regia di Jesús Ponce (2007)
- Esperpentos (2008)
- Retorno a Hansala, regia di Chus Gutiérrez (2008)
- 4.000 euros, regia di Richard Jordan (2008)
- Tres días, regia di Francisco Javier Gutiérrez (2008)
- Tramontana, regia di Ramón Gieling (2009)
- Un mundo cuadrado, regia di Álvaro Begines (2011)
- 23-F: la película, regia di Chema de la Peña (2011)
- ¿Quién mató a Bambi?, regia di Santi Amodeo (2013)
- Le pecore non perdono il treno (Las ovejas no pierden el tren), regia di Álvaro Fernández Armero (2014)
- La ignorancia de la sangre, regia di Manuel Gómez Pereira (2014)
- La luz con el tiempo dentro, regia di Antonio Gonzalo (2015)
- Sicarivs: La noche y el silencio, regia di Javier Muñoz (2015)
- Maldita Venganza, regia di David Chamizo (2015)
- A cambio de nada, regia di Daniel Guzmán (2015)
- La primera cita, regia di Jesús Ponce (2018)
- Adiós, regia di Paco Cabezas (2019)
- Antes de la quema, regia di Fernando Colomo (2019)
- La lista de los deseos, regia di Álvaro Díaz Lorenzo (2020)
- La mancha negra, regia di Enrique García (2020)
- Sotto lo zero (Bajocero), regia di Lluís Quílez (2021)
- Libertad, regia di Enrique Urbizu (2021)
- Canallas, regia di Daniel Guzmán (2022)

### Televisione
- Farmacia de guardia – serie TV (1993)
- Manos a la obra – serie TV (2001)
- Die achte Todsünde: Gespensterjagd, regia di Stephan Meyer – film TV (2001)
- Periodistas – serie TV (2001)
- Policías, en el corazón de la calle – serie TV (2001)
- Padre coraje – serie TV (2002)
- Cuéntame cómo pasó – serie TV (2003)
- Un lugar en el mundo – serie TV (2003-2004)
- Paco y Veva – serie TV (2004)
- El inquilino – serie TV (2004)
- Motivos personales – serie TV (2005)
- Los hombres de Paco – serie TV (2005)
- Aída – serie TV (2005)
- Fuera de control – serie TV (2006)
- Los simuladores – serie TV (2006)
- MIR – serie TV (2007)
- Quart – serie TV (2007)
- Hermanos & detectives – serie TV (2007)
- R.I.S. Científica – serie TV (2007)
- El comisario – serie TV (2008)
- Fisica o chimica (Física o química) – serie TV (2008)
- Martes de carnaval – serie TV (2008)
- Hospital Central – serie TV (2008)
- La Señora – serie TV (2008)
- Violetes, regia di Rafa Montesinos – film TV (2008)
- La chica de ayer – serie TV (2009)
- Adolfo Suárez – miniserie TV (2010)
- Amare per sempre (Amar es para siempre) – serie TV (2010-2011)
- Sofía – miniserie TV (2011)
- La soledad del triunfo – serie TV (2012)
- Mi gitana – serie TV (2012)
- Grand Hotel - Intrighi e passioni (Gran Hotel) – serie TV (2013)
- Ciudadano Villanueva, regia di Francisco Javier Gómez Pinteño – film TV (2013)
- La rueda, regia di Álvaro de Armiñán – film TV (2013)
- Il segreto (El secreto de Puente Viejo) – soap opera (2014-2015)
- Il Principe - Un amore impossibile (El Príncipe) – serie TV (2015)
- Allí abajo – serie TV (2015)
- L'ambasciata (La embajada) – serie TV (2016)
- Diamantino, regia di Jesús Ponce – film TV (2016)
- El Caso: Crónica de sucesos – serie TV (2016)
- El ministerio del tiempo – serie TV (2017)
- Servir y proteger – serie TV (2018)
- La peste – serie TV (2018)
- Segunda oportunidad – serie TV (2018)
- 45 giri (45 Revoluciones) – serie TV (2019)
- Una vida entre dos aguas, regia di Jesús Ponce – film TV (2019)
- El niño que pintaba el mar, regia di Juan Miguel del Castillo – film TV (2020)
- La Fortuna – miniserie TV (2021)
- Libertad – serie TV (2021)
- Un altro domani (Dos vidas) – soap opera, 255 episodi (2021-2022)

### Cortometraggi
- Animales devoradores: El hombre, regia di Jesús Carlos Salmerón (1997)
- La nariz de Cleopatra, regia di Richard Jordan (2003)
- Días rojos, regia di Gonzalo Bendala (2004)
- Bluff, regia di Tacho González (2005)
- Avatar, regia di Lluís Quílez (2005)
- Novio, regia di Ignacio Tatay e Leanne Welham (2007)
- Los que vigilan, regia di Federico Casado (2008)
- Susurros, regia di Carlos Castel (2008)
- Objects in Mirror Are Closer Than They Appear, regia di José Ángel Lázaro (2008)
- Marxmadera, regia di Antonio Llorens (2009)
- Estación de carretera, regia di J. Prada e K. Prada (2009)
- Un hombre solo, regia di Bernabé Bulnes (2011)
- Triada, regia di Bernabé Bulnes (2013)
- Qué prefieres, regia di Joaquín León (2013)
- Angèle, regia di Manuel Commard e Gonzalo S.P. Lemaur (2015)
- La cuñadita, regia di Víctor Barrera (2015)
- La Plaza, regia di Antonio Cuesta (2016)
- Nemesis, regia di Jorge Garcia Perez (2016)
- La Dama de Sal, regia di Mario Venegas (2017)
- El Prenauta, regia di Elías Pérez (2018)
- Domesticado, regia di Juan Francisco Viruega (2018)
- Jueces invisibles, regia di Sitoh Ortega (2019)

## Teatro
- Moscú Cercanías (1995)
- Cyrano de Bergerac (1999)
- La Dama Duende (2007)
- Amar en Tiempos Revuetos (2010)
- Tomar Partido (2016)
- La Otra Mano de Cervantes (2016)

## Doppiatori italiani
Nelle versioni in italiano dei suoi film e delle sue serie TV, Sebastián Haro è stato doppiato da:
- Luca Violini[14] in Un altro domani[15]

## Riconoscimenti
- Festival del cinema andaluso di Burguillos
  - 2015: Vincitore del Premio tributo

- Festival del cinema di cultura ispanica, Stati Uniti d'America
  - 2019: Vincitore come Miglior attore per La primera cita

- Festival Internazionale del Cinema di Alessandria per i Paesi del Mediterraneo
  - 2018: Vincitore del Premio tributo

- Festival Internazionale del Cinema di Calzada de Calatrava
  - 2019: Vincitore come Miglior attore non protagonista per Segunda Oportunidad

- Festival Internazionale del Cinema Indipendente di Linares
  - 2019: Vincitore come Miglior attore per La primera cita

- Festival internazionale del cortometraggio e del cinema alternativo di Benalmádena (FICCAB)
  - 2019: Vincitore come Miglior attore per La primera cita

- Festival International du Film Indépendant SMR13, Francia
  - 2019: Vincitore come Miglior attore per La primera cita

- Premio Francisco Rabal
  - 2005: Vincitore come Miglior attore per 15 días contigo

- Premi per gli scenari di Siviglia
  - 2015-2016: Candidato come Miglior attore per La otra mano de Cervantes

- Premi ASECAN per il cinema andaluso
  - 2019: Candidato come Miglior attore per La primera cita

- Premio Lorca
  - 2017: Vincitore come Interpretazione maschile per  La otra mano de Cervantes

- XIII Festival del cortometraggio di Ciudad Real
  - 2005: Vincitore come Miglior interpretazione in un cortometraggio per Avatar